# Marija Lojpur
Marija Lojpur (født 10. august 1983) er en håndboldmålmand fra Serbien. Hun spiller på Serbiens håndboldlandshold, og deltog under VM 2013 i Serbien.